# Пушкинский праздник 1880 года
Пушкинский праздник 1880 года — праздник в Москве в 1880 году, прошедший в честь открытия памятника А. С. Пушкину на Тверском бульваре.

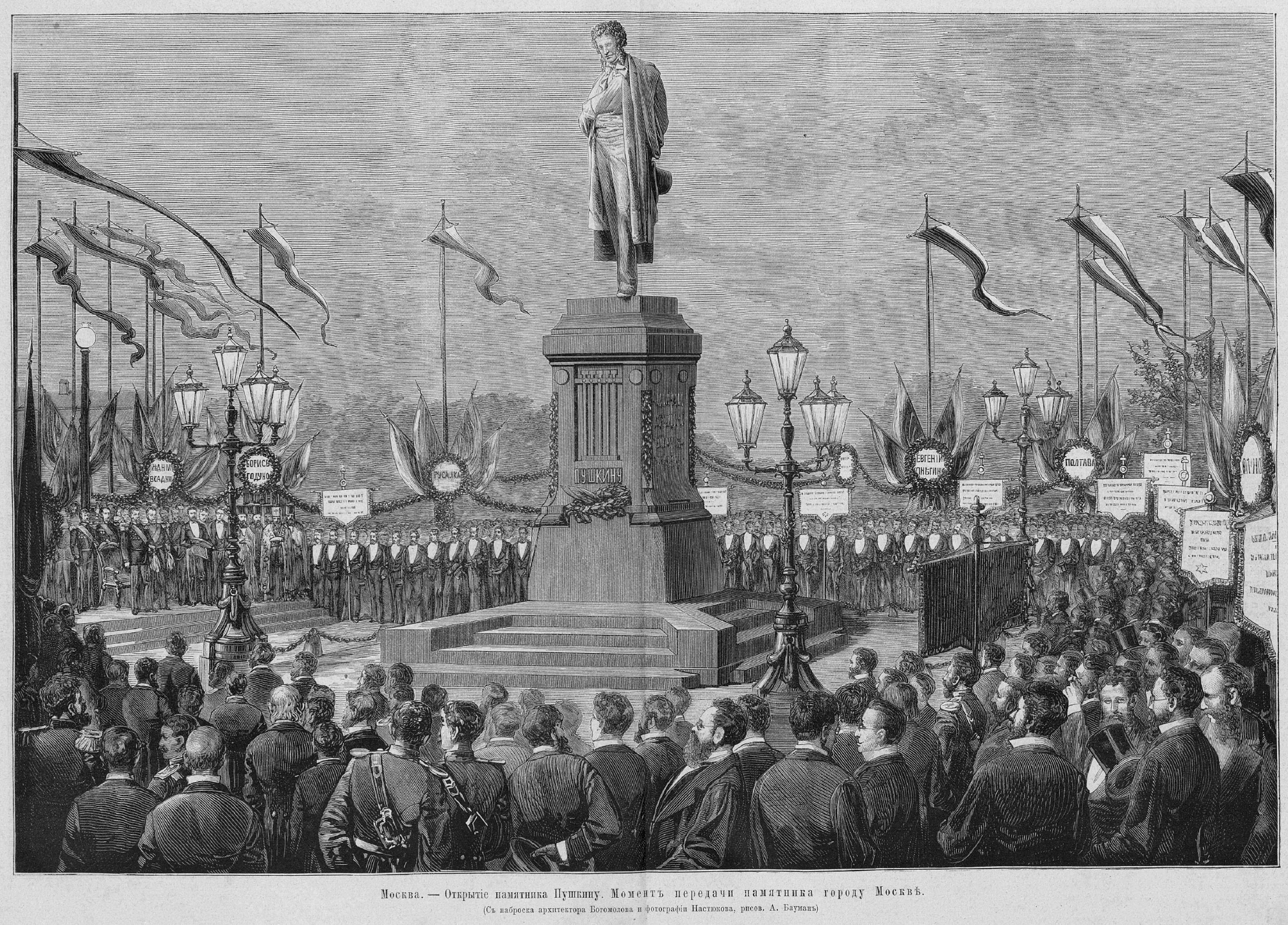
Открытие памятника Пушкину 1880 г. Москва

## История
Пушкинский праздник 1880 года прошёл в Москве в честь открытия памятника А. С. Пушкина. Памятник создан скульптором Александром Опекушиным и открыт на Тверском бульваре.
В празднике принимали участие московская интеллигенция, миссия из Санкт-Петербурга и других городов Российской империи, писатели, деятели искусства и общества. Руководителями праздника выступали Общество любителей российской словесности, Московский государственный университет и Московская городская дума.
Пушкинский праздник начался 5 июня 1880 года, когда открылась Пушкинская выставка, которая проходила в здании Благородного собрания, и приехали представители общественности в помещение Городской думы. Открытие памятника состоялось 6 июня 1880 года. Торжественная часть проходила в Московском государственном университете. В здании прочитали доклады о Пушкине такие деятели: ректор Николай Тихонравов, историк Василий Ключевский и филолог Николай Стороженко.
7 июня 1880 года прошло дебютное совещание Общества любителей российской словесности, где выступил писатель Иван Тургенев. На следующий день, 8 июня, выступил писатель Фёдор Достоевский на втором совещании Общества любителей российской словесности. Во время выступления он назвал Пушкина народным поэтом, поэтом-пророком и отметил «всемироность» писателя. Выступления Тургенева и Достоевского вызвали широкий резонанс в обществе русской интеллигенции.